# Burza Árpád
Burza Árpád (Budapest, 1927. augusztus 20. – Siófok, 2020. január 19.) magyar operatőr.

## Életpályája
Szülei: Burza József és Varga Erzsébet voltak. Középiskolába a székesfehérvári ciszterci Szent István Gimnáziumba járt, ahol végzős növendékként a város szövetséges bombázásai alatt hősiesen hordta a sebesülteket a menedékhelyre. 1951–1955 között, valamint 1957–1958 között a Színház- és Filmművészeti Főiskola filmoperatőr szakos hallgatója volt, de diplomát csak 1958-ban kapott. 1952–1957 között a Híradó- és Dokumentumfilmgyárban dolgozott. 1957-ben a forradalom alatt végzett munkája miatt elbocsátották. 1957–1959 között a Hunnia Filmgyárban volt operatőr. 1959–1992 között az MTV Híradóban dolgozott. 1992-ben nyugdíjba vonult.
Kb. 5000 híradóriportot, útifilmeket, dokumentum- és riportfilmeket, gazdasági riportfilmeket készített.

## Magánélete
1964-ben házasságot kötött Vajek Jutka szerkesztővel, aki Gergely Róbert édesanyja.

## Filmjei
- Álmok és fegyverek (1955)
- Hat országon át I.-II. (1965–1966)
- Kelet Afrika közelről (1968–1969)
- Eifeltől hat kilométerre (1969)
- Iraki olajállamosítás (1972)
- Rózsák és tövisek (1973)
- Magyarokkal Afrikában (1977)
- Vita a pohár körül (1979)
- Színészosztály (1979)
- Terefere (1981)
- Kihez lehetsz őszinte?

## Díjai
- a miskolci rövidfilmfesztivál díjai (1968, 1976, 1988)
- Szocialista Kultúráért (1973)
- Aranydiploma, Színház- és Filmművészeti Egyetem (2005)
- Arríman-díj (2006)